# 平德子
平德子（1155年—1214年1月25日），平清盛的次女，母親是平時子。高倉天皇的中宮，也是平家一門唯一的中宮。她是安德天皇的生母。後來被稱為建禮門院，一般也多稱她為建禮門院德子。
1171年進入高倉天皇的後宮，受封為女御，隔年晉升為中宮。1178年生下安德天皇。1181年高倉天皇退位後，院号宣下，從此被稱為建禮門院。1183年，因源氏攻擊平氏一門而離開京城，逃往西國。1185年，壇之浦之戰時，與安德天皇一同跳海自殺，但是沒有死去，被源氏一族捉到。戰後被當做俘虜送回京都，之後出家，號「直如覺」，在大原寂光院度過餘生。

## 陵墓
陵墓在寂光院裡（由宮內廳管轄），後來與安德天皇一同被各地的水天宮祭祀。